# Водохреще
Водо́хреще (Водо́хрещі, Водо́хрища, Водо́хрище, Водохре́стя, Водосвя́ття, Водоосвя́чення, Водохрищі, Йордан, Єрдань, Ордань) — традиційна назва народних святкувань, що проходять у день Богоявлення та Хрещення Господнього 6 січня, яке в Україні завершує різдвяні святки; християнський церковний обряд освячення води шляхом триразового занурення хреста, читання молитов і співу.
Вода може освячуватись у храмах, будинках, природних водоймах, джерелах, колодязях тощо.
Православна церква розрізняє так звані велике та мале Водохреща. Перше провадиться двічі: напередодні церковного свята богоявлення і в саме свято на річках та джерелах, для чого організовується процесія, яку називають «ходом на Йордан». Друге провадять теж двічі на рік: дні храмових свят та в будь-який час вдома, за бажанням віруючих.

## Про церковне святкування
Хрещення Господнє — хрещення Іваном Хрестителем Ісуса Христа на річці Йордані на старовинній паломницькій переправі «Віфавара», а також велике свято різдвяно-новорічного циклу, яке християни відзначають 6 січня щороку. Це збігається зі святом Богоявлення (6 січня), однак ці свята слід розрізняти, хоча дві події двох свят відбувалися на одному місці з тими ж самими особами.

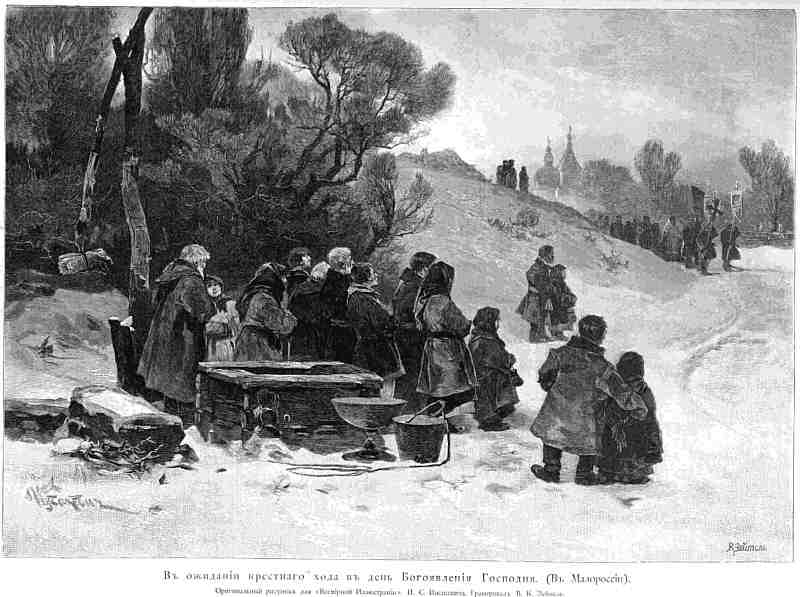
В очікуванні хресного ходу на Богоявлення, 1898 рік

Богоявлення, або Явлення, Епіфанія — подія під час хрещення Ісуса Христа в річці Йордан, у якій Христос об'являє себе людям як Месію і Спасителя. Святкується частиною православних церков і греко-католиками 6 січня щороку.
Свідчить при Хрещенні, як каже Євангеліє, сам Бог-Отець голосом із неба: «Ти єси Син мій любий, у тобі — моє уподобання» (Мр. 1. 11). Про це свідчить Святий Дух, що у вигляді голуба сходить на Нього. Про це свідчить також Іван Хреститель, вказуючи на Нього:

| Ось Агнець Божий, який світу гріх забирає. Це той, що про нього повідав я: За мною наступить муж, сущий передо мною, був бо раніш за мене. І не знав я його. Та я на те прийшов, водою хрестивши, щоб Ізраїлеві об'явлений був він. (Ів. 1:29-31) |

## Народні обряди
Свято Водохреще увібрало в себе багато язичницьких і християнських обрядів, центральне місце серед яких займали обряди, пов'язані з водою.
В Іспанії і багатьох іспаномовних країнах саме на свято Богоявлення, а не на Різдво чи на день святого Миколая діти отримують подарунки. Вважається, що їх розносять волхви (іспанською «Los Reyes Magos» — королі-маги).

### Голодна кутя
Напередодні Водохреща православними християнами святкується «Голодна кутя», або другий Святий Вечір. Увесь цей день віруючі люди нічого не їдять — постять. Сідають вечеряти, коли вже засяє вечірня зоря. На вечерю подають пісні страви — смажену рибу, вареники з капустою, гречані млинці на олії, кутю та узвар. Після вечері всі кладуть свої ложки в одну миску, а зверху — хлібину, «щоб хліб родився».
На другий день зранку ходять до церкви святити воду. Цією свяченою водою починається трапеза, нею ж кожний господар кропить усіх членів сім'ї, хату, інші будівлі, криниці. На вечерю цього дня подають пісні страви: вареники з картоплею або капустою, гречані млинці на олії, кутю, узвар.

### Освячена вода
В Україні, Росії, Греції і Болгарії на свято Богоявлення, або Водохреща, освячують воду. Іноді освячення проводиться прямо на водоймах у спеціально пробитих ополонках, які називають «йордань», в спогад хрещення Христа в Йордані.
Церемонія освячення води відбувалася просто неба, на берегах річок, струмків, озер. Напередодні з льоду вирубували великий хрест («йордан») і ставили його поруч з ополонкою. Скульптурне зображення хреста встановлювали вертикально і нерідко обливали буряковим квасом, від чого воно набирало червоного кольору. Було прийнято також прикрашати хрест барвінком і гілками сосни. Літературознавець Леонід Білецький писав: «Хто був на Йордані або після проїздив через села, то бачив на ставках, річках, чудове мистецьке зображення з льоду великого хреста, престола й інших споруджень, потрібних для водосвяття. У цій роботі виявляється мистецько-різьбарський хист селянина, і зображення ці, що пофарбовані звичайною селянською фарбою — буряковим „борщем“, ще довго після того хизуються, немов які монументи».
Віряни стають в чергу, щоб набрати святої води на наступний рік, і вона зберігається протягом цього часу, не псуючись. За народними віруваннями, присутні під час освячення води зцілюються від хвороб. Цілющу воду можна також набрати зі звичайного джерела або вже після свят, адже, за переказами, у ніч на Водохреще і звичайна вода отримує цілющу силу. Вважається, що така вода не псується і не має запаху, вона зберігається цілий рік і довше.
У католицьких храмах на свято Богоявлення освячують воду, крейду та ладан. У низці країн існує традиція писати на дверях церков і будинків латинські літери «C☩M☩B», що іноді інтерпретують як перші літери імен трьох волхвів — Каспара, Мельхіора й Бальтазара, а іноді як перші літери латинської фрази «Christus mansionem benedicat», що означає «Хай благословить Христос цей дім».

### Купання на Водохреще

#### Україна
В Україні була поширена традиція купання в ополонці на Водохреще, яка відродилася наприкінці ХХ — на початку ХХІ ст. Здавна вірили, що хворі зможуть одужати від води під час купання. В давнину українці вважали, що вода у Водохресну ніч набирає цілющої сили. Митрополит Іларіон (Огієнко) писав: «Вода мала магічну силу особливо під час загальних Свят, коли вона надто очищальна, плодюча й цілюща. Обряди купання, обливання, збирання роси й т. ін. дуже старі й різноманітні.
Християнство спочатку сильно боролося з цим шануванням води, але не змогло його перемогти, і в кінці прийняло й освятило його, і в нас тепер ставлять каплички над криничками, джерельцями, потоками й т. ін., і власне тут часто появляються чудотворні Ікони. Хресні ходи до таких капличок особливо популярні в нас в Україні.
На Святах сонця шанувалася й вода, і це перейшло й до Християнства. На Святі народження сонця (пізніше Різдво) вода мала цілющу силу, і охочі в ній купалися, що робиться на Водохреща (на Йордані) й тепер.
Богоявленська вода взагалі дуже цілюща, — нею окроплюють усі домові будинки і всю домову худобу, бо ця вода береже від злих сил.
Цю воду зберігають звичайно круглий рік, аж до нової».
Свідчить про такий звичай і видатний етнограф Степан Килимник: «Після відправи освячується вода опусканням хреста та вогнем — горящими свічками. Після цього вода вважалася освяченою й кожний поспішав чимдуж набрати скорше, а навіть першим, чи в складі перших. Це тому, що збереглося повір'я, що хто скорше набере, то та вода має міцніші цілющі й чарівні властивості. Кожний по освяченні води п'є її „на здоров'є й видалення лихих сил“. В окремих місцевостях також окремі особи купаються, опустившись у воду, швидко одягаються, щоб не застудитися… Є звичаї пускати в річку дерев'яного хреста, а молоді хлопці намагаються скорше його зловити на воді».
«Ілюстрований Калєндар канадийського русина» на 1917 рік сповіщав про звичаї цього дня: «Купають ся в полонках. Страсну або Богоявленську сьвічку засьвічують в часї бурі (громовицї)».
Наприкінці ХІХ ст. на Перемишльщині освяченою водою умивалися від різних хвороб, а молодь жартома штовхала одне одного у воду. На Північній Лемківщині, за словами Миколи Сивіцького, «люди набирали води додому, ще раз кропили нею хижі, будинки й худобу, решту залишали як лік на випадок хвороби. Дехто, навіть, роздягнувшись, вскакував у воду та швидко біг додому, прикритий кожухом. Кажуть, що ніхто ніколи від того не простудився. А людей на водосвятті збиралося стільки, що грубезний лід осідав і вкривався водою».
Етнограф Федір Потушняк так коментував звичай купатися на Водохреща на Закарпатті: «Ті, что мають нечистого духа, зараз по освяченю води на Водощі скачуть і купаються в той річці, потоці і п., бо та вода по освяченю зараз дуже сильна. Нечистий дух опустить тіло. (Она єго палить. Он єсть негативною стороною святого). Також скачуть тогди до води і дівчата, что не можуть отдатися, бо се також запричинили чари, або якась друга темна сила, нечистий дух і п.».
Такий же звичай широко побутував на Гуцульщині. Одним з перших його описав відомий австрійський письменник Леопольд фон Захер-Мазох у новелі «Опришок» (1882):

| «Опришок повагом кивнув нам головою і пішов до комори перевдягтися. — Чи буде цей старий чоловік в силі провадити нас? — запитав професор. — Оброк? О! Він ще й понині першим скаче в Йорданську купіль, — відказав каплан. — Йорданську? Як це зрозуміти? — перепитали обидві дами, котрі, як справжні польки, й поняття не мали про такі речі. — Чи Ви нічого не чули про наше свято Водохрещі? — вигукнув капелан. — Не чули. — Отже, коли священик разом з паствою іде у цей святий день до найближчої річки, занурює в ополонку, прорубану в товщі льоду, хрест і освячує воду, це називають у народі Йорданом. Свячену воду набирають у глеки, вмивають нею лице, потім стають довгою вервечкою, а священик кропить усіх тією водою. Наші гуцули гатять тоді у повітря з рушниць та пістолів, ладують мортиру, а найпобожніші та найхоробріші стрибають, незважаючи на люту холоднечу, в ополонку і приймають хрещення, як приймав його наш Господь…»[23]. |
Народний учитель, дослідник Гуцульщини Антін Онищук, який народився в Коломиї, зі слів місцевого дяка описує, як гуцули у селі Зелениця Надвірнянського повіту, стояли у воді під час відправи на Водохреще: «Буде тому до 25 рік. На Ордан вішли ми на місци, де є вітправа. То дивлю сї, а то ни один залїз у воду по колїна и так стоїт цалу вітправу. Але дивлю сї, а то один ґідо — він був на войнї спляйзирований — залїз у ріку и прикльик у воду и держит у руках свічку; так кльичів цалу вітправу. А то такий мороз, по я заложую губу долонев, шо кишко дихати — а той залїз у воду и прикльик… Но, гадаю, по из сего буде? Дес я сї сходжу из ним: „А шо, ґіду, нога?“ — „Ой, — каже, — болит, тече“. „Ну, а то, — кажу, — не помогло, шос-те робили на Ардан?“ — „Ай, на разу, — каже, — виґіло сї, шо помогло, а далї заболїло знов та й типерь шо раз гірше та й гірше…“ И вітак — палцї відпали, так нога розболїла сї и умер».
Василь Ґренджа-Донський в оповіданні «На Бабин вечір» (1934) теж писав: «А там прийде гарне свято Водохреща! Баби ворожать, щоб худібка велась, а при водосвятті нема такого легіня, щоб до коліна не забрив до річки, бо народна повірка велить, „як хочеш бути сильним, як дуб, то на Водохрещі забреди у воду“. Парубки миються в холодній воді, підкрадуться до дівчини і в гарний фартушок обітруть лице, аби були файні, аби їх дівчата любили… Ой, що за гарне свято!».
У селі Шевченковому Долинського району Івано-Франківської області після здійснення обряду вмивалися «на здоров'я», а деякі відчайдухи купалися у студеній купелі. Потім люди поверталися до своїх домівок, і кожен намагався прийти першим, бо казали, що «останній до другого Водохреща не доживе».
Так само святкували Водохреще бойки наприкінці ХІХ століття, за записами о. Михайла Зубрицького, довголітнього пароха села Мшанець (зараз Старосамбірський район Львівської області): «Коли рано осьвятить ся на ріцї вода, миють ся люди і друляють одні других в воду; хто більше в водї скупає ся, тим здоровший буде».
Щодо Галичини середини ХІХ століття є свідчення Антонія Петрушевича: «Купаются в пролубях. Во время освященія води стоят по коліна в воді; купаются віт корости».
Український письменник і етнограф Данило Лепкий засвідчує купання в ополонці на Водохреще у Дрогобицькому повіті в другій половині ХІХ століття: «Посвячена йорданьска вода після людового вірованя охоронює чоловіка од розличного рода нещасть та недугів. Чоловік, обложений струпами, ранами та золотухою, нехай тілько скупає ся в йорданьской полонці, а певне поздоровіє; таких людей лічить також купіль у воді в Живний четвер». За допомогою купелі на Водохрещі на Сяноччині виявляли відьом: «Особливо в горах в Сяноцком, вірить люд, що купелею в йорданьскій полонці (прорубі) зможе очистити та позбавити чарівниць та знахорів їхньої сили. Мені зустрінуло ся видіти в однім селі, як паробоцтво серед тріскучого морозу купало три баби в йорданьскій воді, котрих подозрівано в цілом селі о тоє, що они суть чарівницями та що відбирають молоко коровам». Купали на Водохреще у холодній воді навіть малих дітей, подібно до того, як це робили циганки: «…В декотрих селах Дрогобицкого повіту, положених над Дністром, селянки-матері практикують подібний звичай, тілько з тою ріжницею, що не зараз по народженю и не в которий будь день, на Іордані по освяченю води занурюють свої діти, особливо хорії на потуху або на струпи та „кошулю“ (дрібненькі червоні прищики), три рази в свячену воду в Йорданьскім прорубі, віруючи, що йорданьска вода очистить дитину від всякої язви».
У придністровських селах Буковини та селах Верхнього Буковинського Попруття у давні часи було заведено купання чоловіків в ополонці, де відбувалося освячення води. За висновком етнографа Георгія Кожолянка, купання і обливання водою існувало ще в дохристиянські часи. Буковинці вірили, що завдяки цьому обряду вода очищає людину, оновлює її тіло. Сюди ж відноситься звичай купання-потоплення раджених — учасників «Маланки» після завершення ритуального обходу. Наприклад, у містечку Вашківцях, на Буковинському Підгір'ї, такий обряд традиційно проходить щороку на Василя, під вечір, водночас у кількох місцях. Ряджені сходяться до ставка, який утворює потік, що здебільшого не замерзає взимку. Усі маланкарі на чолі з персонажем Маланкою заходять у водойму, де, власне, й відбувається основне дійство: учасники обливають один одного, тягнуть у воду тих, хто ще вагається, й оббризкують глядачів, які численним натовпом збираються на березі.
За описом Павла Чубинського, у селі Шендерівка Канівського повіту "після водосвяття деякі молоді селяни купаються в ополонці, для здоров'я, а іноді стріляють по кілька разів у повітря і, таким чином, «очищеніє от гріхів в миру ізвіщають».
Про звичай купатися на Водохреще в містечку Жашків Таращанського повіту Київської губернії (нині Черкащина) на початку ХХ ст. розповідає письменниця Докія Гуменна: «На Водохрещі, в самі морози, для здоров'я і з побожности купалися в йорданській воді (у тому ставку, де святять Йордань). Та-ак, ще як мені було дванадцять років, наша сваха Барабашиха купалася!». У селах Бровахи Корсунь-Шевченківського району, Келеберда, Таганча, Мельники, Беркозівка Канівського району, Драбівці, Домантово, Ковтуни, Гельмязів, Кропивна, Деньги Золотоніського району на Черкащині мешканці згадували, що в минулому селяни залюбки вмивалися в ополонці, обливалися біля криниці або й купалися у ставку, у якому щойно освятили воду. Особливо охоче, за словами старожилів, купалася молодь. Часто хлопці вмивали дівчат, щодо яких мали поважні наміри.
Купання на Водохреще побутувало навіть у Києві. Той же митрополит Іван Огієнко писав, що «в Києві щороку Йордан справлявся високо врочисто, і на Дніпро на Освячення води сходилось пів Києва. І завжди кілька хлопців кидалися в Дніпро, щоб викупатися в освяченій воді».
Побутував цей звичай на Поділлі ще в середині ХІХ ст. Письменник Анатолій Свидницький свідчив: «На Ордань купаються від корости. При цьому бережуться, аби хто не крикнув: „Шоб така була, як дубова кора; бо вона, хай счезає, і справді корою візьметця на тілі“. Тоді ж умиваються, щоб очі не боліли, а дівчата — щоб рум'яною бути».
Як свідчив етнограф і фольклорист Володимир Ястребов, наприкінці ХІХ ст. у Єлисаветградському повіті Херсонської губернії (нині Кіровоградщина) «на Хрещення купаються в ополонці (занурюються 3 рази) для лікування від хвороб; те ж саме роблять ті парубки, котрі виставляли козу».
У селах Вуйковичі і Дорогиничі Володимир-Волинського повіту Волинської губернії по освяченні люди набирали воду у різний посуд, і були такі сміливці, що пірнали в ополонку. У селі Борщівка Кременецького повіту на Волині в 1920-1930-х роках, за свідченням етнографа Назара Димнича, пірнання в ополонку ще побутувало: «Знаходяться часом такі сміливці, котрі купаються в тій воді, аби бути гарними. У вбранні скачуть до річки в тім місці, де лід вирубаний у формі хреста. Вискакують прудко, закутуються в кожухи і поспішають додому».
Колоритний опис купання у селі Великий Ліс Коростенського району на Житомирщині в 1940-х роках залишив письменник і етнограф Василь Скуратівський:
| "З церковних відправ мені найбільше запам'яталися ті, що відбуваються 19 січня — на Водохреща, Йордан, Богоявлення господнє. Рано-вранці — а до церкви, що в сусідньому селі, шість з гаком кілометрів, — зодягшись у святкову одіж, ми родиною вирушили на відправу. Тато не забув прихопити із собою «Трійцю» — химерно зроблену напередодні свічку, мама взяла бутлика, а я похідну карафку. Перші повоєнні зими були багатосніжними й суворими. Дорогою то там, то там чулися людські погуки, порипування снігу — поодинці й гуртами стікався люд до «Йордану», щоб запастися на увесь рік водохрещенською джерелицею, яка вважалася цілющою, її вживали при різноманітних хворобах, змазували суглоби й хворі місця на тілі, лікували породіль при пологах, дитячий переляк, напували корів, коли вони отелювалися, скроплювали від злих духів стайні, оселі та ниви при першому весняному засіві тощо. В кожній хаті впродовж року мала обов'язково стояти під образами пляшечка з йорданською водою. І що цікаво: вона ніколи не «застоювалася», завше була свіжою й придатною до вжитку; дехто вважає, що завдяки опусканню у воду срібного хреста вона іонізується. А ось і місток через Кам'янку. На широкому плесі, скованому міцним льодом, возвеличувався хрест, що його випиляли сільські парубки із льоду. Поруч з хрестом стояв престол, також зроблений з льоду й обвитий сосновими гілками — так звані «царські врата». На відправу в церкві ми припізнилися, і процесія, супроводжувана священиком та півчою, вже прошкувала до річки. Статечніші люди несли хоругви й дерев'яного хреста. Я та й усі присутні уважно стежили, чи не пролетять поперед хоругов птиці, бо, за повір'ям, якщо з'являться горобці, то буде велика смерть на дітей, коли ж граки — на молодь, а гуси — на літніх людей. На наше щастя, все було спокійно. Довкола ополонки вже стояли люди, чекаючи на відправу. Після молитви священик, нахилившись, тричі вмочив у воду срібного хреста, а дяк прихилив свічки: хор тим часом заспівав величальної: «Величаєм Тя, Живодавче Христе». У цю мить над нами один за одним випурхували голуби, що їх принесли селяни. Зробивши кілька кругів, вони полетіли геть, а мисливці, що навмисне прийшли з рушницями, вчинили несамовиту стрілянину. Од несподіванки я позатуляв пальцями вуха. Ненька нахилилися до мене, прошепотіли: «Дурненький, не бійся. Це так треба, щоб „застріляти коляду“. Патрони у них пусті, лишень наповнені клейтухом. Дивися, он тато вже впіймав кілька шматків паперу — „то для бджіл добре, щоб чужі не заїдали“. Озвичаївшись, я побачив, як люди кинулися до прорубу, щоб якнайшвидше наповнити посудини водою, бо саме вона буде найцілющою. Просовуючись між ними, я також намагався не відстати, та мама схопили мене за полу: «Обережно, бо там слизько. Не дай, Боже, ще в ополонку впадеш. Колись тут був такий випадок — упав хлопчик і зник під льодом, аж весною знайшли біля греблі…» Кілька чоловіків, стоячи біля води, остерігали нетерплячих паломників. Набравши свячениці, ми одійшли вбік, тут же посмакували нею, а потім ненька змастили цією ж водою очі — „щоб добре бачили“, вуха — „аби чули тільки гарні слова“ та лоба — „щоби мудрою була голова“. А вже вдома, пообіцяли мама, обітруть ще й тіло, щоб здоровим було, як вода… Через деякий час до нас підійшов і тато, тримаючи в руках запалену „Трійцю“. Три вогники, полохливо похитуючись на морозяному повітрі, віддавали приємним восковим запахом. Тим часом біля ополонки, роздягнувшись, два сміливці скочили у воду, занурились по шию й тут же вилізли; обтерши мокре тіло, що парувало на морозі, натягли одіж і дременули додому. Як я дізнався, той, хто скупається на Йордана — „бо в цей день хрестили Ісуса“, — цілий рік не хворітиме»[41]. |
Уродженець Полтавщини Олександр Терещенко розповідав про звичаєвість Водохреща першої половини ХІХ ст.: «Я був одного разу сам свідком у Малоросії, що по освяченні води козак, скинувши з себе верхній одяг, занурився спокійно у воду».
На Кубані одразу після освячення води у багатьох українських станицях практикувалося купання. В одних випадках відзначалося, що купалися грішники, ті, хто рядився на зимові свята, хворі. «Святки закінчувалися Хрещенням (водосвяттям) на річці (Йордані), влаштовувався хресний хід і молебень, після чого деякі любителі купалися в ополонці, і, нарешті, відбувалися змагання козаків у стрільбі і джигітовці». В інших станицях існувала традиція масового купання. Наприклад, в українській станиці Бекешевській у ріці Кумі купалися чоловіки і жінки, при цьому кожен мав зануритися тричі на живіт і тричі на спину. В українських козаків Верхнього Прикубання тяжкохвору людину теж кропили святою водою або ж під час водосвяття возили на річку для «поправки здоров'я». У цьому випадку після освячення води хворий повинен був увійти тричі в річку, і «хрещена вода» віднесла б із собою хворобу і наповнила б його тіло божественною силою і здоров'ям. У XIX ст. кубанські станичники намагалися знайомити молодь обов'язково біля водохресної ополонки; при цьому хлопець міг умити щоки дівчині, яка йому сподобалася, що розцінювалося як своєрідне зізнання в любові. У терських козаків-українців для того, щоб позбутися від пристріту, треба було вмиватися святою водою. З освяченою водою був пов'язаний ще один звичай, який дотримувалися у багатьох станицях. На свято Водохреща до річки привозили тяжкохворих. Після того як священник опускав свій хрест у воду, їх тричі занурювали в спеціальну ополонку, потім загортали в шубу і відвозили додому. Якщо річка не замерзала, їх просто з берега занурювали в воду. Такий спосіб «лікування» застосовувався зазвичай в разі тяжкої хвороби, якщо не допомагали інші ліки, якщо людина довго хворіла. Як згадують інформатори, зазвичай купання в ополонці допомагало хворому. Іноді купання в ополонці застосовувалося і для «профілактики». В українській станиці Пришибській на Тереку згадували одну жінку, що відрізнялася слабким здоров'ям, але щороку на Водохреще купалася в ополонці.
Етнограф Олександр Курочкін пише: «Про обов'язкове купання масок на святі Водохреща (Ордан, Ардан та ін.), після виконання ними всіх ритуальних обов'язків, маємо непоодинокі свідчення з різних слов'янських територій. На обширах України цей звичай зникав поступово протягом XIX-XX століть. Найдовше він утримувався в Північній Буковині й Подністров'ї, де в окремих місцевостях відомий і сьогодні. Купання ряджених у крижаній воді нині вже не пов'язане з релігійними мотивами і має характер своєрідного спортивного змагання-видовища, де юнаки демонструють свою відвагу і загартованість».На Буковині зафіксовані й випадки штовхання людей у крижану воду. Так, у урмунському селі Йорденештах це могли зробити й під час водосвяття. В українців села Ширівці Хотинського району вірили, що не треба ображатися на тих, хто штурхнув, бо хто скупався на Водохреще, буде все життя щасливим, здоровим та багатим. У Селятині, що на Путильщині, зазвичай у воду штовхали заможних і задерикуватих людей, щоб покепкувати та висміяти їх. Часто, щоб помститись, штовхали один одного ті, хто посварився між собою. І в румунів, і в українців Буковини було заведено купатися у крижаній воді на Водохреще.
У наш час у кризі вирубують ополонки для купання, зазвичай у місцях масових купань чергують медики і рятувальники. Прийнято, що священник має прочитати молитву і освятити місце купання. Віряни заходять в ополонку, тричі занурюються у воду, читають молитву і виходять. Журналістка Наталія Фіцич пише: «По всій Україні можна побачити, як освячують воду в річках і озерах та купаються в ополонках». Завзятим прихильником купання в ополонці на Водохреще був Президент України Віктор Ющенко.

#### Інші слов'янські країни
Видатний український науковець Олександр Потебня (1865) вказує, що купаються на Водохрещі також серби, хорвати й чехи: «Водохресна вода зцілює всі недуги. Тому серби, хорвати, русь і чехи досі купаються на Водохреще в ополонці, або, принаймні, вмиваються водохресною водою. Є відомості, що в ополонці купали навіть хворих дітей».

### Демонологічні уявлення
До Водохреща жінки намагалися не полоскати у воді білизни, бо «там чорти сидять і можуть вчепитися». За Антонієм Петрушевичем, «чрез весь тиждень не перут платя в ріках, ібо вода священная».

## Дохристиянські елементи обрядів
У низці наукових статей, присвячених Водохрещу, відмічаються обряди дохристиянського походження. Так, Антоній Мойсей відзначає серед обрядів Буковини очищення і вигнання нечистої сили, постріли з пістолів і рушниць, розпалювання вогнищ. Марія Горбаль, описуючи лемківські традиції новорічних святкувань, також вказує на дохристиянські корені обрядовості, зокрема розуміння ролі води як засобу миття для обрядового очищення.
Іван Калинський справедливо вважав, що «звичай наших предків занурюватися в річкову воду на свято Богоявлення не може бути виправданий бажанням наслідувати приклад занурення в воді Йордану Спасителя і також приклад палестинських прочан, що мають досі звичай у будь-які пори року занурюватися в води Йордану. У Палестині це безпечно, тому що Палестина не знає наших водохресних морозів». Він писав: «Правда, що підставою цього звичаю послугувало вірування в очисну і цілющу силу освяченої води, особливо води, освяченої церквою в день хрещення самого Спасителя; але важко припустити, щоб цей звичай міг вийти з начал суто християнських. Християнство для своїх моральних цілей абсолютно не вимагає такої дивної самопожертви, зневаги життям і здоров'ям. Згаданий звичай навряд чи не споріднений з давнім язичницьким очищенням. Відомо, наприклад, що в один час із нашими святочними іграми в давнину у єгиптян були свята, які супроводжувалися перебираннями й іншими подібними забавами і після яких з очищальною метою приносилися жертви і робилися купання тими, хто особливо старався під час цих ігрищ надягати на себе пики і маски. Досить імовірно, що подібний же звичай був у наших предків в язичництві, а з прийняттям християнства перетворився на звичай купання в Йордані. Цей висновок підтверджується тим, що в Стародавній Русі купання ці здійснювалися переважно тими, які більше за інших розважалися під час святок іграми, масками та іншими задоволеннями».
Російська православна церква ще в ХІХ — на початку ХХ століття негативно ставилася до дохристиянських елементів обрядовості свята. Київський російський богослов Сергій Булгаков у своїй «Настільній книзі для священно-церковно-служителів» (1913) наполягав на знищенні обряду купатися у воді на Водохреще: 

| «У деяких місцях існує звичай у цей день купатися в річках (купаються в особливості ті, які на Святках переряджувалися, ворожили і ін., забобонно приписуючи цьому купання очисну силу від цих гріхів). Такий звичай не можна виправдати бажанням наслідувати приклад занурення в воді Спасителя, а також приклад палестинських прочан, що купаються в р. Йордан повсякчас. На сході для прочан це безпечно, тому що там немає такого холоду і таких морозів, як у нас. На користь цього звичаю не може говорити і вірування в цілющу і очисну силу води, освяченої Церквою в самий день хрещення Спасителя, тому що купатися зимою значить вимагати від Бога чуда, або ж зовсім нехтувати своїм життям і здоров'ям. Якщо вірити газетним повідомленням, то нібито в Сухумському окрузі існує звичай, за яким св. хрест, занурений при водосвяття в воду, пропонується вийняти за плату кому-небудь із присутніх мирян... У приморських же містах Таврійської губ. спостерігається серед російського населення звичай кидання хреста в море. Цей звичай загальноприйнятий в Греції і Болгарії, де завжди багато знаходиться мисливців дістати кинутий хрест, причому ні в одному році не обходиться справу без вбивств і нещасних випадків ... У наші південні приморські поселення цей звичай принесений колоністами і полягає в тому, що після освячення води в хвилі кидається великий дерев'яний хрест, за яким деякі і пливуть, сидячи в човнах, ледь прикриті верхнім одягом, потім останній швидко скидається і всі бажаючі дістати хрест вплав поспішають до нього; той, хто дістав хрест, потім ходить з ним по місту, збираючи данину своїй відвазі; при цьому в одних місцях частину грошей йде на бідних, частина — на парафіяльну церкву і частина — на користь того, хто зловив хрест, в інших місцях все зібрані гроші витрачаються тим, хто зловив хрест, на гулянку. Само собою зрозуміло, що подібні до описаних звичаї, як порушують святість здійсненої урочистості і суперечать духу істинного християнства, не можуть бути терпимі і повинні бути знищені»[58]. |
Особливий інтерес до прадавніх витоків обрядів Водохреща проявляють спільноти рідновірів, які називають це свято «Водокрес», або «Свято богині Дани», яку величають як покровительку води.

Святкування Водокреса «Родовим Вогнищем»
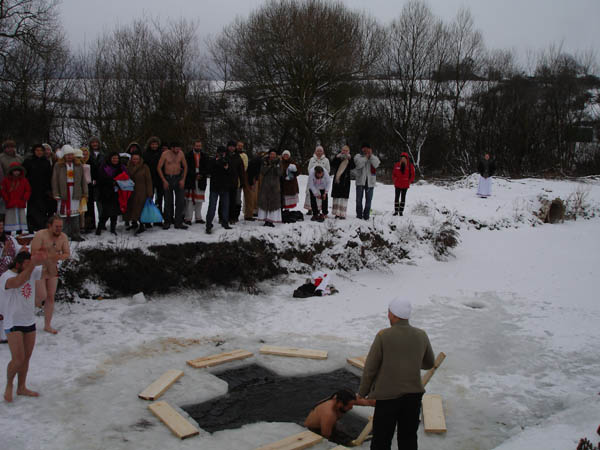
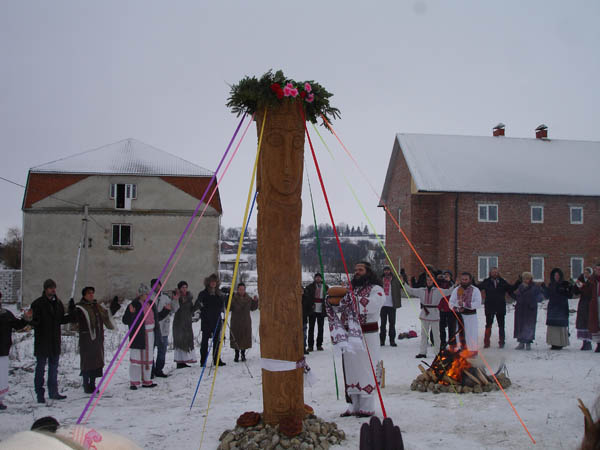